# Liste der Stolpersteine in Berlin-Johannisthal
Die Liste der Stolpersteine in Berlin-Johannisthal enthält die Stolpersteine im Berliner Ortsteil Johannisthal im Bezirk Treptow-Köpenick, die an das Schicksal der Menschen erinnern, die im Nationalsozialismus ermordet, deportiert, vertrieben oder in den Suizid getrieben wurden. Die Spalten der Tabelle sind selbsterklärend. Die Tabelle erfasst insgesamt 7 Stolpersteine und ist teilweise sortierbar; die Grundsortierung erfolgt alphabetisch nach dem Familiennamen.
| Bild | Name                    | Standort           | Verlegedatum  | Leben |                     |
| ---- | ----------------------- | ------------------ | ------------- | --- | ------------------- |
|      | Elsa Frieda Meenen      | Breiter Weg 6      | 7. Mai 2025   | Elsa Meenen wurde am 5. Mai 1884 in Berlin geboren und am 2. April 1942 ins Warschauer Ghetto deportiert. |                     |
| Foto | Mathilde Müller         | Königsheideweg 269 | 24. Juni 2006 | Mathilde Müller, geschiedene Willdorff, wurde am 23. Januar 1888 in Bomst als Mathilde Herschander geboren. Ihre Eltern waren Israel Herschander (ca. 1853–1929) und Friederike Herschander geborene Tebrich (ca. 1855–1890) und ihr Bruder war Salo Herschander (1886–1936). Mit dem Datum vom 31. März 1910 existiert am Standesamt Berlin VII a eine Heiratsurkunde mit Friedrich David Willdorff (geboren 1888 in Simmershausen), diese wurde aber durchgestrichen und für ungültig erklärt. Ob sie dann in Berlin oder woanders geheiratet haben, ist unbekannt. Zu Beginn des Ersten Weltkriegs lebte sie mit ihrem Ehemann in München, ihr Sohn Rudolf wurde dort am 15. April 1914 geboren. Friedrich David Willdorff war von 1915 bis 1917 Soldat und nahm im Ersten Weltkrieg an mehreren Schlachten auf dem Balkan teil. 1917 oder 1918 zog die Familie nach Berlin um. Am 9. Januar 1917 wurde hier ihr Sohn Heinz geboren und am 9. September 1919 ihre Tochter Margot. Aus der Ehe ging noch ein Kind – Friederike – hervor. Die Ehe der Willdorffs wurde durch Scheidung beendet, denn Mathilde heiratete 1925 erneut in Berlin, ihr zweiter Ehemann war Hermann Albert Willi Müller, nach den Nürnberger Gesetzen ein „Arier“. Er starb jedoch 1938 im Alter von 35 Jahren an Lungentuberkulose. Mathilde Müller, die bereits vor langer Zeit evangelisch getauft worden war, bat daraufhin um möglichen Schutz bei der Kirchengemeinde Johannisthal. Heinz Willdorff wohnte ebenfalls im Königsheideweg 269, am 21. August 1941 verstarb er im Krankenhaus Neukölln (Todesursache war Selbstmord durch Erschießen). Am 19. April 1943 wurde Mathilde Müller nach Auschwitz deportiert, wo sie als verschollen gilt. Friederike Willdorff (geboren am 14. Mai 1910 in Berlin) wohnte 1939 in der Berliner Straße 26 in Pankow bei Dora Herschander (1851 geborene Hirsch), der zweiten Ehefrau von Israel Herschander. Friederike könnte überlebt haben, da sie in einschlägigen Quellen nicht als Opfer des Holocausts zu finden ist, während Dora Herschander im Alter von 91 Jahren am 20. Juli 1942 in das Ghetto Theresienstadt deportiert worden ist, wo sie innerhalb eines Monats am 19. August 1942 an den katastrophalen hygienischen Bedingungen, fehlender ärztlicher Versorgung oder Mangelernährung zu Tode gekommen ist. Friedrich David Willdorff hatte 1928 in Berlin Minna Emma Lettau geheiratet, diese Ehe wurde 1956 in Berlin-Friedrichshain geschieden und er hat, z. B. durch eine privilegierte Mischehe, überlebt. | 52.446252 13.507662 |
|      | Gertrud Schönwetter     | Herrenhausstraße 9 | 5. Apr. 2022  | |                     |
|      | Joseph Schönwetter      | Herrenhausstraße 9 | 5. Apr. 2022  | |                     |
|      | Kurt-Werner Schönwetter | Herrenhausstraße 9 | 5. Apr. 2022  | |                     |
| Foto | Margot Willdorff        | Königsheideweg 269 | 24. Juni 2006 | Margot Willdorff wurde am 9. September 1919 in Berlin-Johannisthal geboren. Am 2. März 1943, rund sechs Wochen vor ihrer Mutter, wurde sie aus der mütterlichen Wohnung nach Auschwitz deportiert, wo sie als verschollen gilt. | 52.446252 13.507662 |
| Foto | Rudolf Willdorff        | Königsheideweg 269 | 24. Juni 2006 | Rudolf Willdorff wurde am 15. April 1914 in München geboren. Er wurde am 13. Januar 1942 aus seiner Laube am Rollettweg 5 nach Riga deportiert, wo er als verschollen gilt. | 52.446252 13.507662 |